# Coppa Italia 2015-2016 (calcio a 5 femminile)
La Coppa Italia Serie A 2015-2016 è stata la 15ª edizione assoluta della manifestazione riservata alle formazioni femminili di calcio a 5 e la 1ª riservata alle squadre di secondo livello. La final eight è stata organizzata dalla società PesaroFano Calcio a 5 e si è tenuta da giovedì 10 a sabato 12 marzo 2016 presso il PalaFiera di Pesaro. Oltre all'impianto, la corrente edizione prevedeva l'abbinamento della Coppa Italia di Serie A2 maschile, da disputarsi nello stesso impianto da venerdì 11 a domenica 13 marzo.

## Squadre partecipanti
Alla manifestazione sono qualificate d'ufficio le prime due squadre classificate di ciascun raggruppamento al termine del girone d'andata e le due migliori terze classificate.
La squadra detentrice è il Real Statte.
| Girone A | Girone A      | Girone B | Girone B          | Girone C | Girone C           |
| 1        | Cagliari      | 1        | Napoli            | 1        | Arcadia Bisceglie  |
| 2        | Thienese      | 2        | Bellator Ferentum | 2        | Royal Team Lamezia |
| 3        | Mojito Torino |          | Virtus Fenice     | 3        | Martina            |

## Sorteggio
Il sorteggio è stato effettuato lunedì 29 febbraio alle ore 13 presso la sede della Divisione Calcio a 5.

## Formula
Il torneo si svolge con gare ad eliminazione diretta di sola andata. La formula prevede che nei quarti e nelle semifinali, in caso di parità dopo i tempi regolamentari, la vittoria sia determinata direttamente dai tiri di rigore. Nella finale, in caso di parità dopo 40 minuti, si svolgono due tempi supplementari di 5 minuti ciascuno. In caso di ulteriore parità al termine degli stessi, la vincitrice è determinata mediante i tiri di rigore.

## Tabellone
|  | Quarti di finale | Quarti di finale   | Quarti di finale |          |          | Semifinali | Semifinali | Semifinali |  |  | Finale | Finale | Finale |  |
|  |                  |                    |                  |          |          |            |            |            |  |  |        |        |        |  |
|  | A2               | Thienese           | 5(4)             |          |          |            |            |            |  |  |        |        |        |  |
|  | A2               | Thienese           | 5(4)             |          |          |            |            |            |  |  |        |        |        |  |
|  | C2               | Royal Team Lamezia | 5(3)             |          |          |            |            |            |  |  |        |        |        |  |
|  | C2               | Royal Team Lamezia | 5(3)             |          | Thienese | Thienese   | 1(4)       |            |  |  |        |        |        |  |
|  |                  |                    |                  |          | Thienese | Thienese   | 1(4)       |            |  |  |        |        |        |  |
|  |                  |                    | Napoli           | Napoli   | 1(3)     |            |            |            |  |  |        |        |        |  |
|  | B1               | Napoli             | Napoli           | Napoli   | 1(3)     | 4          |            |            |  |  |        |        |        |  |
|  | B1               | Napoli             |                  |          |          |            |            |            |  |  |        |        |        |  |
|  | A3               | Mojito Torino      | 1                |          |          |            |            |            |  |  |        |        |        |  |
|  | A3               | Mojito Torino      | 1                |          | Thienese | Thienese   | 5          |            |  |  |        |        |        |  |
|  |                  |                    |                  |          |          |            |            |            |  |  |        |        |        |  |
|  |                  |                    | Cagliari         | Cagliari | 4        |            |            |            |  |  |        |        |        |  |
|  | A1               | Cagliari           | Cagliari         | Cagliari | 4        | 5          |            |            |  |  |        |        |        |  |
|  | A1               | Cagliari           |                  |          |          |            |            |            |  |  |        |        |        |  |
|  | B2               | Bellator Ferentum  | 2                |          |          |            |            |            |  |  |        |        |        |  |
|  | B2               | Bellator Ferentum  | 2                |          | Cagliari | Cagliari   | 2          |            |  |  |        |        |        |  |
|  |                  |                    |                  |          | Cagliari | Cagliari   | 2          |            |  |  |        |        |        |  |
|  |                  |                    | Martina          | Martina  | 1        |            |            |            |  |  |        |        |        |  |
|  | C1               | Arcadia Bisceglie  | Martina          | Martina  | 1        | 2          |            |            |  |  |        |        |        |  |
|  | C1               | Arcadia Bisceglie  |                  |          |          |            |            |            |  |  |        |        |        |  |
|  | C3               | Martina            | 3                |          |          |            |            |            |  |  |        |        |        |  |

## Risultati

### Quarti di finale
| Arbitri: | Marco Villanova (Bari) Antonella Maglietta (Bari) |
| Crono:   | Giuseppe Ponzano (Termoli)                        |

|                                                                            |                      |                                                                          |
| Battistoli 10'13'’, 35'21'’ Ferro 18'54'’ Pinheiro 21'24'’ Begnoli 23'11'’ | Marcatori            | 13'40'’ Leone 17'19'’, 38'28'’ Loiacono 27'15'’ Marrazzo 33'41'’ Fragola |
| Queiroz Ferro Brkan Begnoni                                                | Tiri di rigore 4 – 3 | Mirafiore Fragola Linza Vezio                                            |

| Arbitri: | Vincenzo Sgueglia (Civitavecchia) Arrigo D’Alessandro (Policoro) |
| Crono:   | Luca Serfilippi (Pesaro)                                         |

|                                                              |           |                   |
| Giannoccoli 13'25'’ Politi 19'46'’, 39'28'’ Pugliese 25'47'’ | Marcatori | 37'51'’ Antonazzo |

| Arbitri: | Federico Beggio (Padova) Enrico Barracano (Treviso) |
| Crono:   | Angelo Vocino (Ancona)                              |

|                                                             |           |                                 |
| Taina 21'48'’, 28'38'’ Cocco 27'19'’, 30'25'’ Cuccu 38'31'’ | Marcatori | 23'06'’ Papitto 26'32'’ Capuano |

| Arbitri: | Gabriele Gerardi (Pescara) Stefano La Rovere (Chieti) |
| Crono:   | Fabio Maria Malandra (Avezzano)                       |

|                                           |           |                                           |
| Campana Guerrero 36'41'’ Porcelli 39'32'’ | Marcatori | 1'47'’ Colosimo 34'34'’, 35'31'’ Pugliese |

### Semifinali
| Arbitri: | Davide De Ninno (Foggia) Luigi Fiorentino (Molfetta) |
| Crono:   | Nicola Acquafredda (Molfetta)                        |

|                                     |                      |                                               |
| Brkan 23'06'’                       | Marcatori            | 7'18'’ Politi                                 |
| Begnoni Brkan Queiroz Ferro Carollo | Tiri di rigore 4 – 3 | Giannoccoli Napoli Flaminio Pugliese D'Angelo |

| Arbitri: | Andrea Antonio Basile (Torino) Fabio Pagliarulo (Napoli) |
| Crono:   | Gabrio Scarpetti (San Benedetto del Tronto)              |

|                               |           |                     |
| Taina 14'14'’ Gandini 20'00'’ | Marcatori | 34'21'’ Mazzuoccolo |

### Finale
| Arbitri: | Riccardo Davì (Bologna) Denis Kodra (Trento) |
| Crono:   | Jurget Rrapi (Prato)                         |

|                                                                                     |           |                                             |
| Gandini 10'06'’ (aut.) Battistoli 12'04'’, 36'54'’ Pinheiro 21'32'’ Queiroz 25'54'’ | Marcatori | 3'32'’, 7'40'’ Cuccu 20'48'’, 21'01'’ Taina |